# Pingxi
Pingxi (chinesisch 平溪區, Pinyin Píngxī Qū, Pe̍h-ōe-jī Pêng-khe) ist ein Bezirk der Stadt Neu-Taipeh im Norden Taiwans, Republik China. Es ist der Bezirk mit der niedrigsten Einwohnerzahl der Stadt.

## Lage
Das weitgehend hügelige Pingxi ist umgeben von den Nachbarbezirken Xizhi und Shiding im Westen, Pinglin im Süden, sowie Shuangxi und Ruifang im Osten und Nordosten. Im Norden grenzt der Bezirk an die Stadt Keelung. Im Gebiet von Pingxi entspringt der Fluss Keelung, der den Bezirk von einigen Wasserfällen unterbrochen in nordwestlicher Richtung durchfließt.

## Geschichte und Bedeutung
Die aufgrund ihrer hügeligen Binnenlage nur dünn besiedelte Gegend von Pingxi erlangte aufgrund der vorhandenen Kohlevorkommen zu Beginn des 20. Jahrhunderts während der japanischen Herrschaft über Taiwan wirtschaftliche Bedeutung und verdankte diesem Umstand auch den Anschluss an das Eisenbahnnetz. Nach dem Zweiten Weltkrieg gingen die Kohlevorräte zur Neige und der Abbau wurde Ende des 20. Jahrhunderts eingestellt. Der daraus resultierende Verlust von Arbeitsplätzen hatte zur Folge, dass die Bevölkerungszahl des Bezirks stark abnahm und heute die niedrigste unter allen Bezirken Neu-Taipehs darstellt.
Heute ist Pingxi vor allem von touristischer Bedeutung. Attraktionen sind die großen und kleinen Wasserfälle des Keelung-Flusses, vor allem jedoch die Überreste der Kohlenbergwerke und alte Bahnlinien. Im Museum des taiwanischen Kohlebergbaus kann man sich einen Überblick über die Geschichte des Bergbaus verschaffen und zur Besichtigung in den Tunnel eines ehemaligen Bergwerks einfahren.
Alljährlich zum Chinesischen Laternenfest findet in Pingxi das Pingxi-Himmelslaternen-Fest statt, an dem tausende Besucher gemeinsam Himmelslaternen in den Nachthimmel steigen lassen.

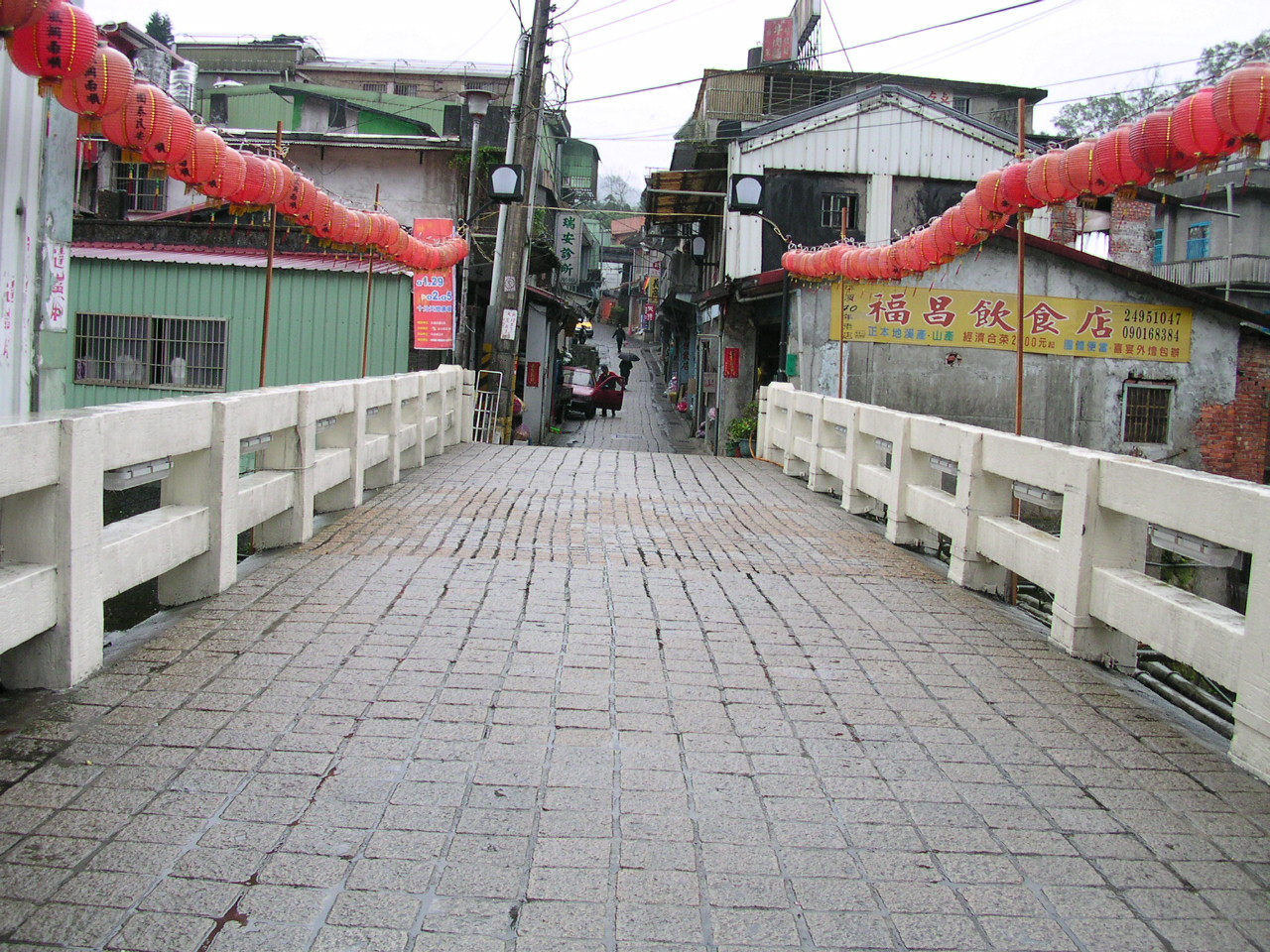
Brücke und Gasse in Pingxi
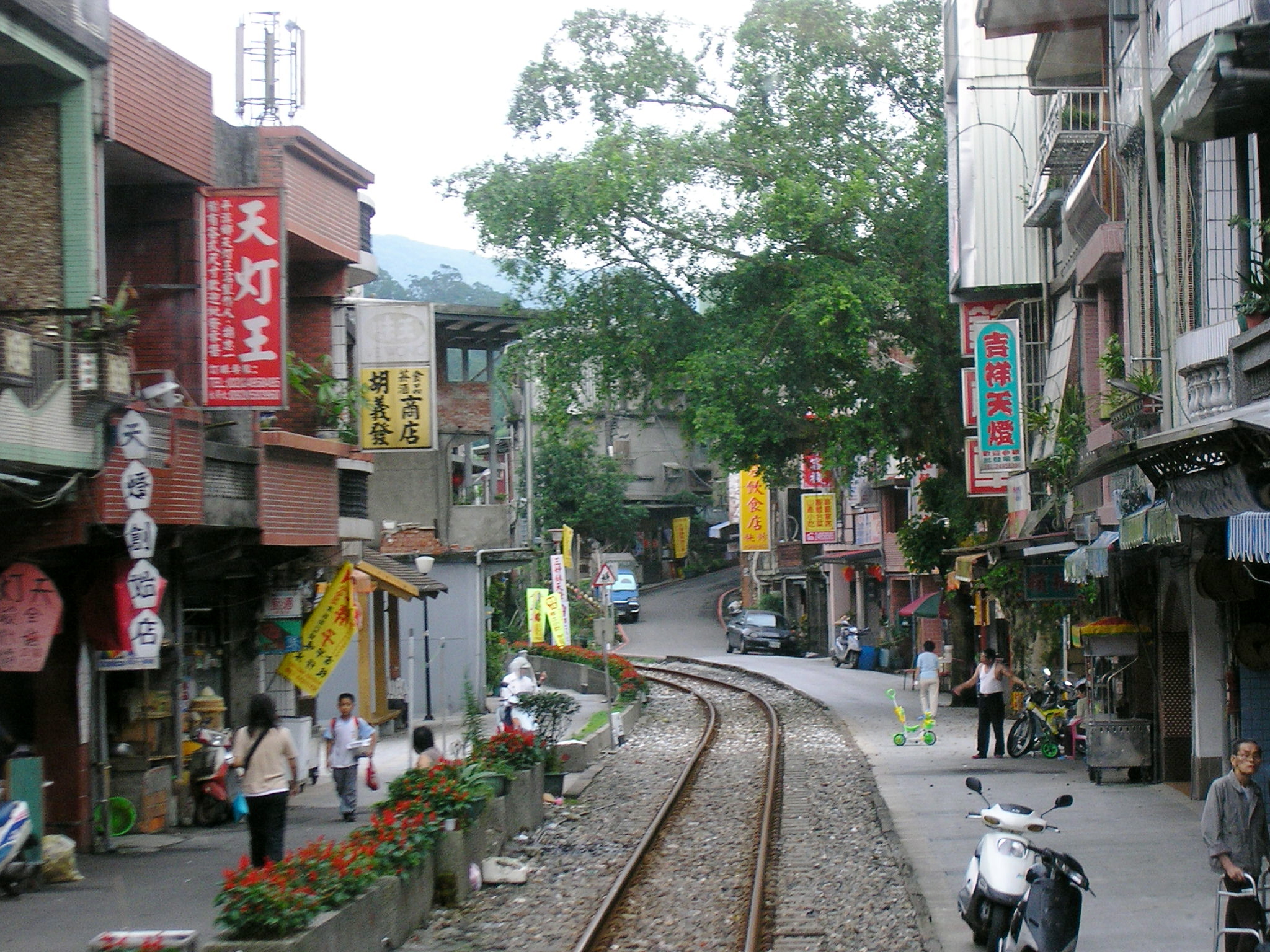
Alte Bahnlinie
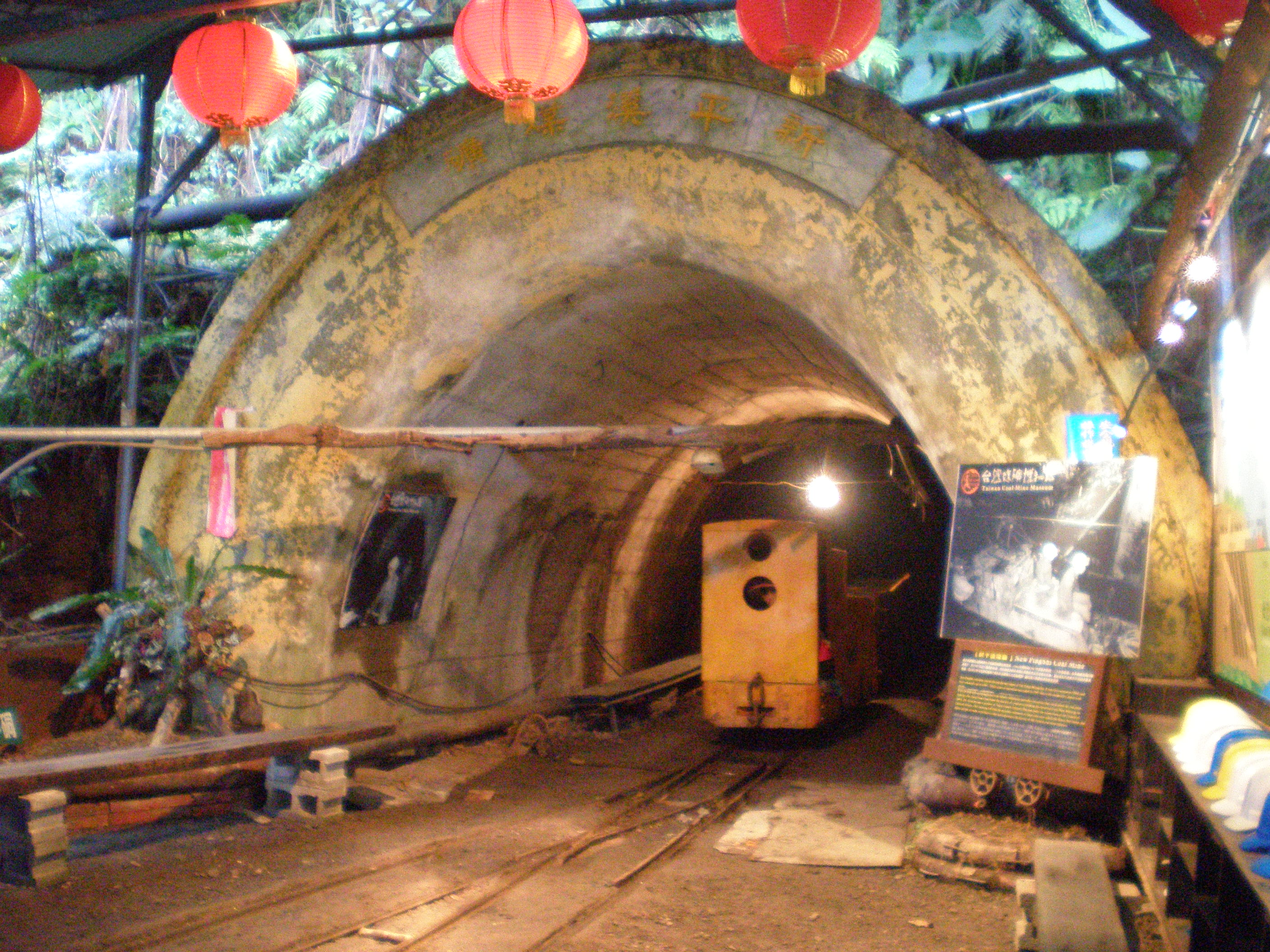
Tunnel im Kohlebergbau-Museum
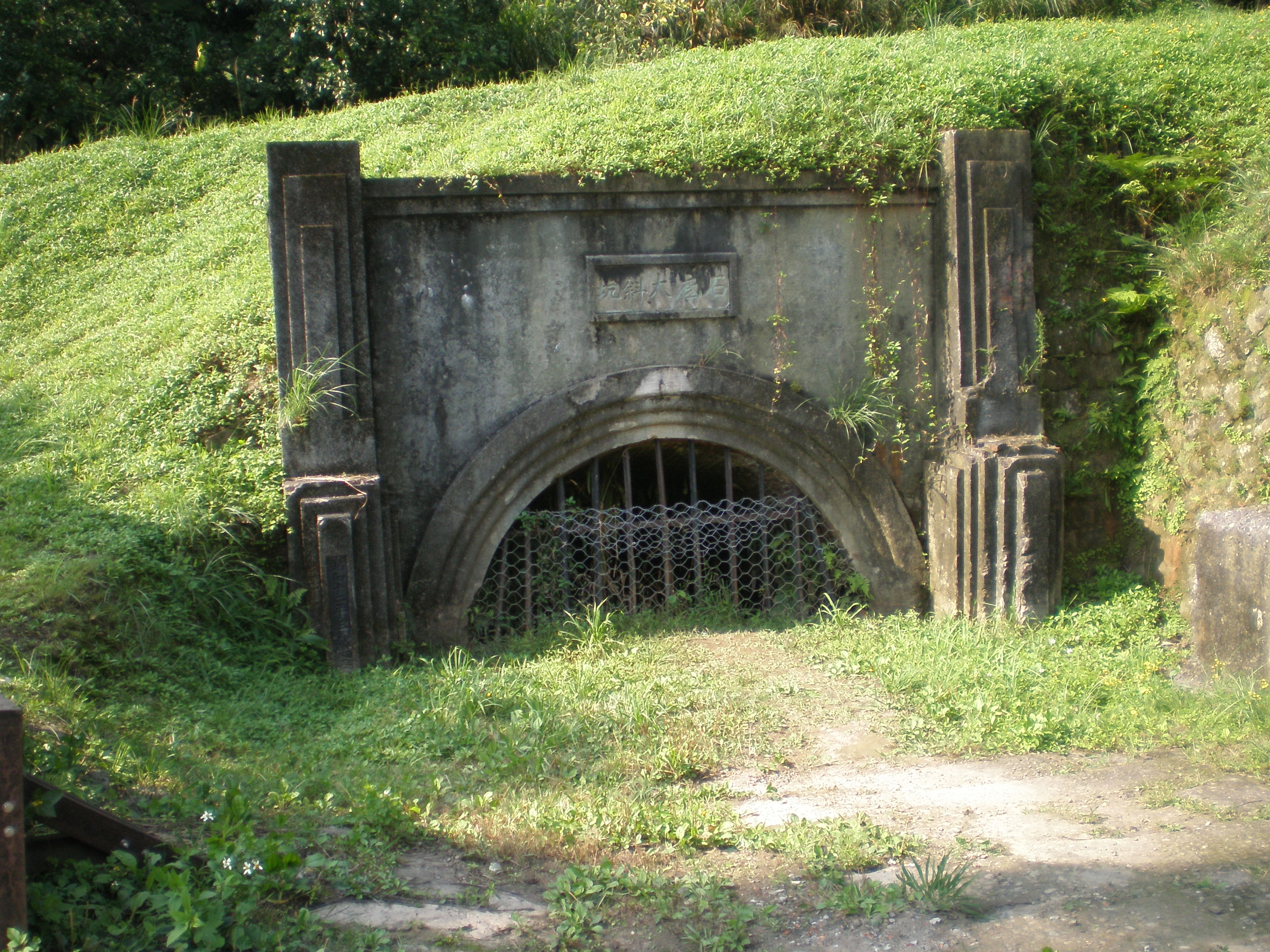
Versiegelter Eingang eines Bergwerks
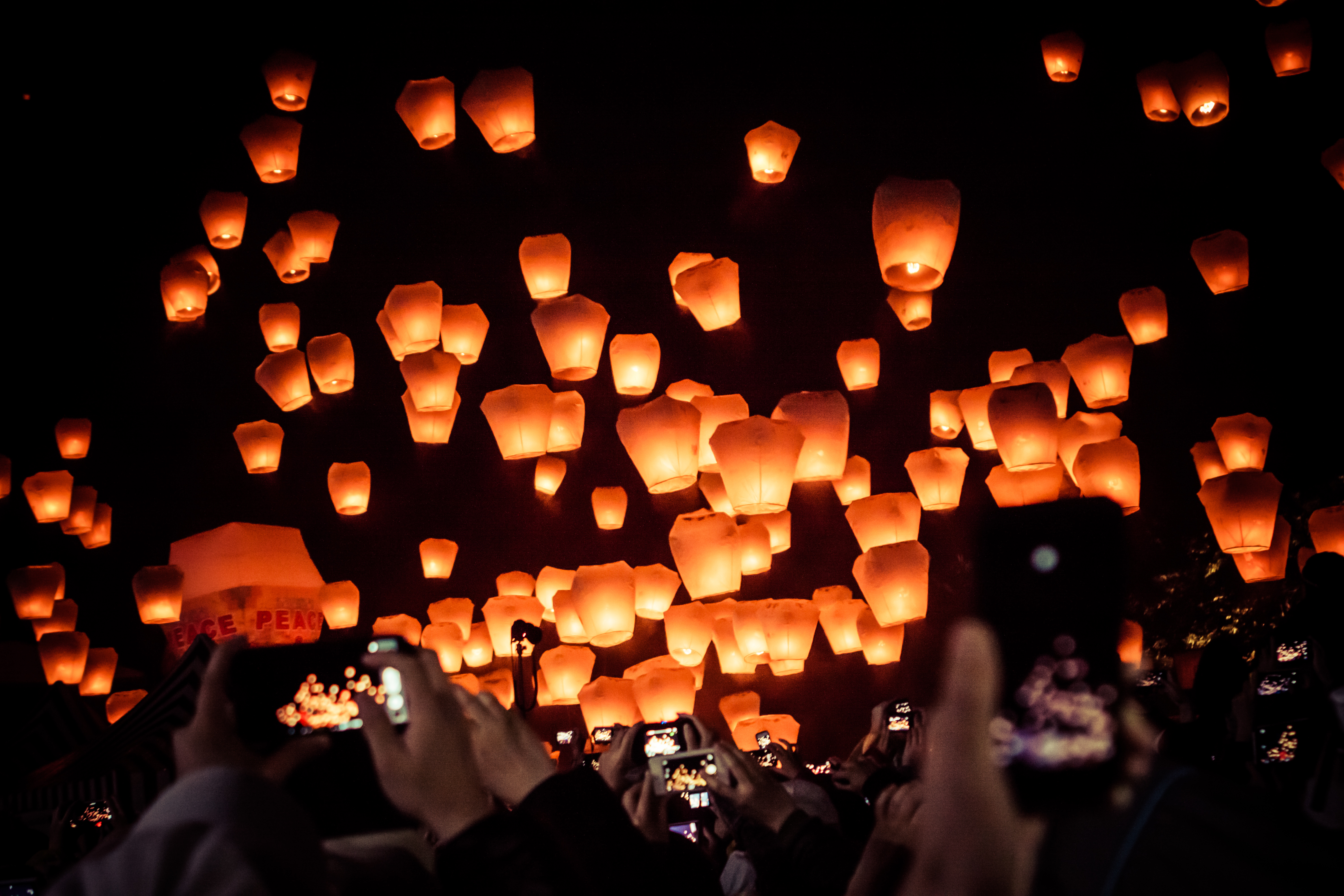
Pingxi-Himmelslaternen-Fest